# 伊萨卡虫瘴霉
伊萨卡虫瘴霉（学名：Furia ithacensis）是属于虫霉目虫霉科虫瘴霉属的一种真菌，寄生在双翅目昆虫上。该种分布于中国、美国、加拿大、波兰等地。